# Solon (Iowa)
Solon es una ciudad ubicada en el condado de Johnson en el estado estadounidense de Iowa. En el Censo de 2010 tenía una población de 2037 habitantes y una densidad poblacional de 566,64 personas por km².

## Geografía
Solon se encuentra ubicada en las coordenadas 41°48′23″N 91°29′51″O / 41.80639, -91.49750. Según la Oficina del Censo de los Estados Unidos, Solon tiene una superficie total de 3.59 km², de la cual 3.59 km² corresponden a tierra firme y (0%) 0 km² es agua.

## Demografía
Según el censo de 2010, había 2037 personas residiendo en Solon. La densidad de población era de 566,64 hab./km². De los 2037 habitantes, Solon estaba compuesto por el 97.84% blancos, el 0.29% eran afroamericanos, el 0.05% eran amerindios, el 0.34% eran asiáticos, el 0% eran isleños del Pacífico, el 0.64% eran de otras razas y el 0.83% pertenecían a dos o más razas. Del total de la población el 1.52% eran hispanos o latinos de cualquier raza.